# Rissa (släkte)
Rissa är ett litet släkte i familjen måsfåglar inom ordningen vadarfåglar. Släktet omfattar endast två arter, en cirkumpolärt i norra Atlanten och norra Stilla havet och en mycket lokalt i Berings sund:
- Tretåig mås (R. tridactyla)
- Beringmås (R. brevirostris)